# Il killer (film 2007)
Il killer (Le Tueur) è un film del 2007 diretto da Cédric Anger, al suo esordio alla regia di un lungometraggio.

## Trama
La vigilia di Natale a Parigi, un uomo d'affari e padre di famiglia riceve la visita di un cliente che si rivela essere il sicario che qualcuno ha assoldato per ucciderlo.

## Distribuzione
Il film è stato presentato in anteprima il 3 settembre 2023 al Festival del cinema di Estoril, venendo distribuito nelle sale cinematografiche francesi a partire dall'8 gennaio 2008. In Italia è arrivato direct to video il 5 dicembre 2013.